# Mattel
Mattel Inc. ([mə'tɛl], deutsche Aussprache: [ma'tɛl]) ist ein US-amerikanischer Spielzeug-Konzern und nach Lego zweitgrößter Spielzeughersteller der Welt. Bekannt wurde er vor allem durch die Barbie-Puppen, die Big-Jim- sowie die Masters-of-the-Universe-Action-Figuren. Mattel, mit globalem Hauptsitz in El Segundo, Kalifornien, beschäftigt rund 33.900 Mitarbeiter in rund 40 Ländern und verkauft seine Produkte in mehr als 150 Staaten. Die deutsche Zentrale befindet sich in Frankfurt am Main.

## Firmengeschichte

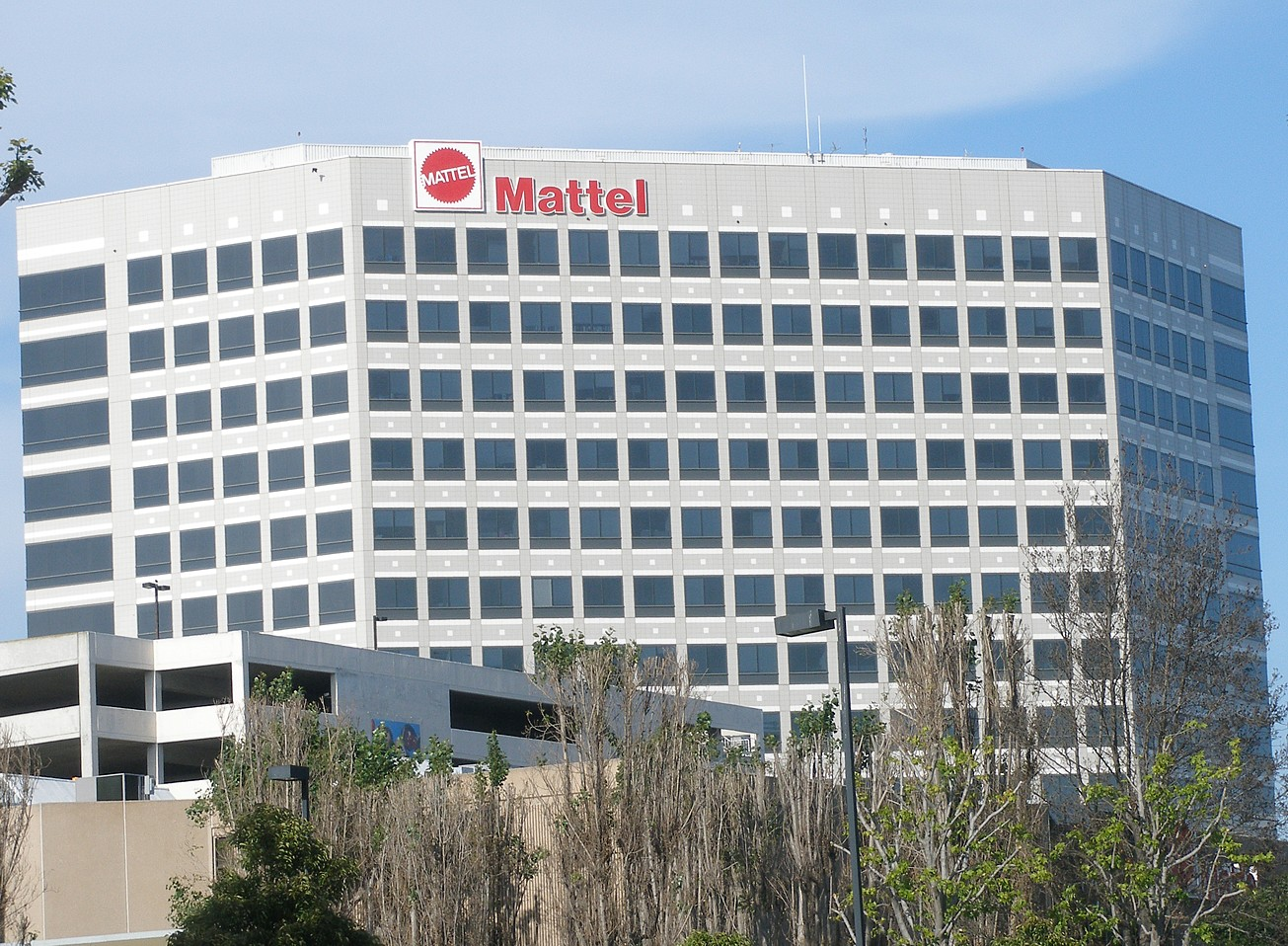
Unternehmenszentrale in El Segundo

1945 wurde Mattel von Harold Matson, Elliot Handler und dessen Frau Ruth Handler in einer Garage gegründet. Der Firmenname setzt sich zusammen aus Matsons Spitzname „Matt“ und „Elliot“. Die ersten Produkte waren Bilderrahmen und Puppenmöbel aus Holz. Die Erweiterung des Angebots um Puppenkleider war sehr erfolgreich, und so entschied sich das Ehepaar Handler, nach Trennung von dem Partner Matson, sich vermehrt auf Spielzeug zu konzentrieren.
Im Jahre 1959 erschien die erste Barbie-Puppe und 1961 die Ken-Puppe (Barbies Freund). Mattel gründete 1966 die erste europäische Niederlassung. Die ersten Hot-Wheels-Spielzeugauto-Modelle erschienen 1968. Die Action-Figur Big Jim kam 1972 auf den US-Markt.
1975 verließ das Ehepaar Handler Mattel und 1978 begann Mattel mit der Entwicklung der ersten 16-Bit-Videospielkonsole, des Intellivision, welches 1980 veröffentlicht wurde. Zwei Jahre später wurden die ersten Masters-of-the-Universe-Figuren veröffentlicht. 1992 übernahm Mattel International Games, die insbesondere mit Kartenspielen wie Uno, Skip-Bo und Rage erfolgreich war. 1993 übernahm Mattel den Hersteller von Baby- und Kleinkindspielzeug Fisher-Price und fusionierte 1997 mit Tyco Toys unter der gleichzeitigen Übernahme der Marken Matchbox, Tyco R/C und View-Master. 1999 übernahm Mattel  die Lernsoftware-Firma The Learning Company. 2000 wurde Mattel zum Haupt-Lizenznehmer der Harry-Potter-Spielzeugserie.
2006 gab Mattel die Übernahme des auf Elektronik-Spielzeug spezialisierten Herstellers Radica Games Ltd. bekannt.
Mitte 2008 verklagte Mattel den Konkurrenzkonzern MGA, bekannt durch die Bratz-Puppen, auf mehrere Millionen Dollar Entschädigung, wegen einer Urheberrechtsverletzung. Ein Barbie-Designer hatte dem Puppenhersteller Entwürfe verkauft, obwohl er noch bei Mattel unter Vertrag war. Ob der Konzern die bereits gefertigten Puppen weiterhin verkaufen darf, ist noch unklar.
2009 wurde die französische Spielefirma Sekkoia, die durch Blokus bekannt geworden ist, von Mattel übernommen.

### Mattel GmbH
Die Mattel GmbH wurde 1966 gegründet und bezog die ehemaligen Betriebsräume der Puppenfirma Celba, Schoeberl & Co. in Babenhausen. 1987 wechselte der Unternehmenssitz nach Dreieich, 2014 nach Frankfurt am Main.

### Mattel AG
Die bis Ende 2023 zuletzt im schweizerischen Liebefeld ansässige und 1985 ins Handelsregister eingetragene Mattel AG wird derzeit liquidiert. Die Großkunden aus der Schweiz werden nun vom europäischen Hauptsitz in Amstelveen bedient.

### Rückrufaktionen und Strafe
- Anfang August 2007 rief Mattel weltweit 1,5 Millionen in China hergestellte Spielzeuge zurück, weil sie mit einer Farbe bemalt waren, die einen zu hohen Bleigehalt aufwies. Der Chef des chinesischen Subunternehmens beging daraufhin Suizid. Die Gewinnbelastung bezifferte der Konzern auf 30 Millionen US-Dollar.
- Knapp zwei Wochen später, am 14. August 2007, startete der Spielwaren-Hersteller die größte Rückruf-Aktion der Firmengeschichte. Er nahm mehr als 18 Millionen Puppen, Spielzeugautos und andere wiederum in China produzierte Spielwaren vom Markt. An den Produkten, so etwa an Teilen des Spielsets Barbie & Hund Tanner waren nach Aussage der Firmenleitung kleine Magneten angebracht, die von Kindern verschluckt werden könnten. Mattel-Aktien verloren kurz nach dem New Yorker Börsenbeginn mehr als 3,3 Prozent ihres Wertes.
- Im Juni 2009 wurde gegen Mattel und dessen Tochterunternehmen Fisher-Price eine Strafe von der amerikanischen Verbraucherschutzkommission CPSC in Höhe von 2,3 Millionen US-Dollar verhängt. Die Unternehmen hatten wissentlich Spielzeug aus China mit zu hohem Bleigehalt importiert und vermarktet.[14]
- Im September 2010 rief Mattel weltweit rund 11 Millionen Artikel zurück. Nach Angaben des Unternehmens konnten sich von zwei in Deutschland und Österreich vertriebenen Spielzeugen Kleinteile lösen und eine Erstickungsgefahr für Kleinkinder darstellen; bestimmte Kinderhochstühle würden eine Verletzungsgefahr bergen.[15][16]

### Kritik
Im Schwarzbuch Markenfirmen – Die Machenschaften der Weltkonzerne wird dem Konzern die Ausbeutung seiner Lieferanten vorgeworfen, z. B. Stundenlöhne von nur 11 Cent bei 16-Stunden-Arbeitstagen und ohne Gewerkschaftsrechte in China.
Zur Herstellung der Umverpackungen aus Pappe verwendet Mattel Holz aus indonesischen Regenwäldern, in denen die letzten 400 Sumatra-Tiger leben.
Im Jahr 2015 wurde Mattel in Österreich der Negativpreis Big Brother Award in der Kategorie Kommunikation und Marketing verliehen, für Kinderspielzeug, das den Spieler via Mikrofon aufnimmt und die Aufnahme den Eltern zur Verfügung stellt.

### Kooperationen
Seit 2011 besteht eine Kooperation mit dem argentinischen Unternehmen Dimare, welches das einst in Deutschland entwickelte Bausteinsystem Rasti wiederbelebte. Mit dem Markennamen Hot Wheels werden hier vier Fahrzeug-Modelle aus den typischen Bausteinen als Kit angeboten.

## Produkte

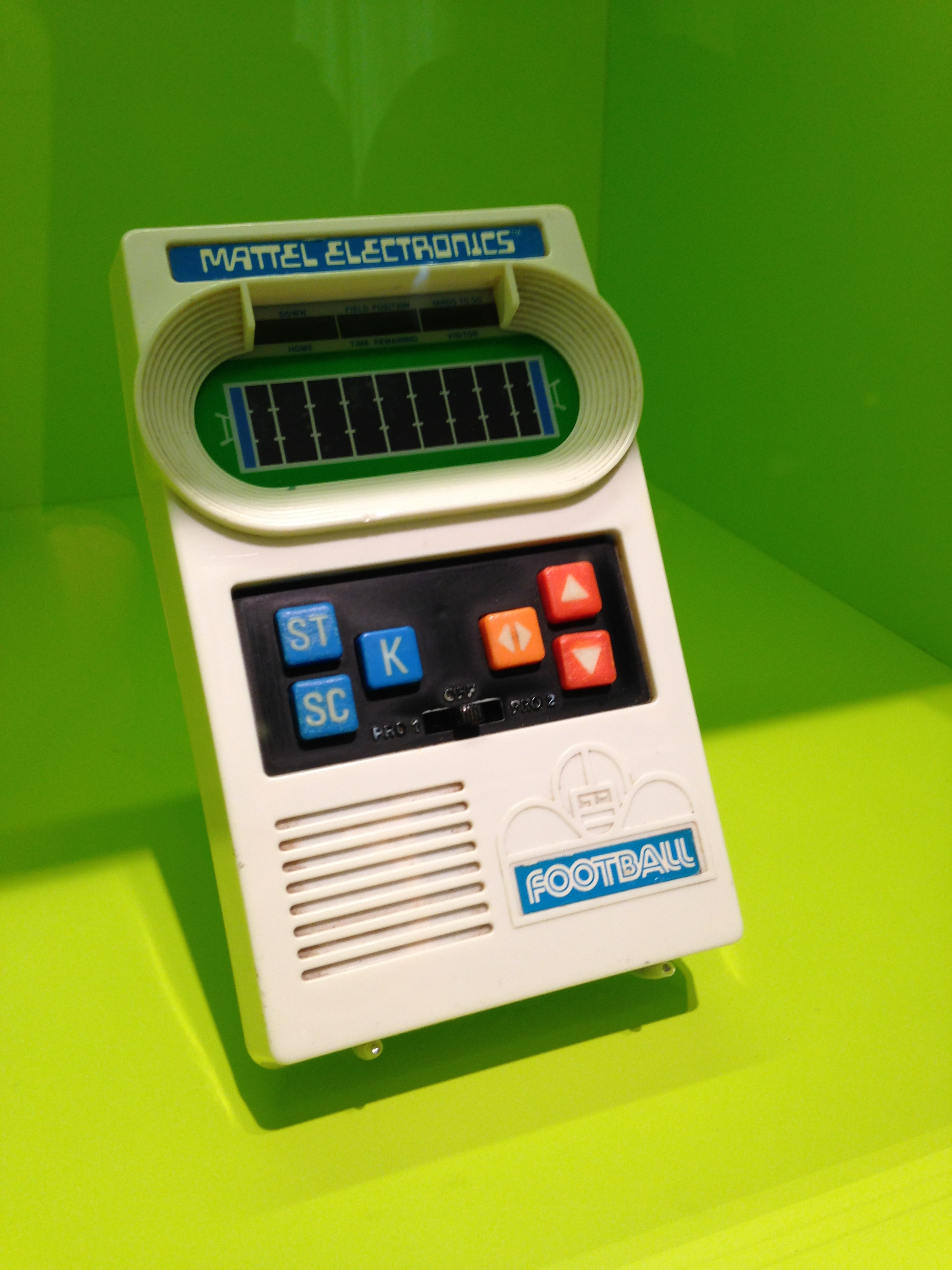
Mattel-Electronics-Handheld-Konsole aus den 1980er Jahren

In diesem Abschnitt werden Produkte und Spiele der Firma gelistet. Sie erhebt keinen Anspruch auf Vollständigkeit.

### Spielzeug
- Barbie- und Ken-Puppen
- Batman
- Cabbage Patch Kids (1994–2000)
- Cave Club
- Computer Warriors (1989–1990)
- Enchantimals
- Extreme Dinosaurs
- Fisher-Price
- Hot Wheels
- Matt Mason (1966-Mitte 70er)
- Big Jim (1972–1986)
- Masters of the Universe Actionfiguren
- Princess of Power
- Captain Power
- Magic 8 Ball
- Matchbox
- My-Scene-Puppen
- Pixel Chix
- Pixar’s Cars
- Polly Pocket
- Popples
- Monster High
- Ever After High
- Pound Puppies
- Slime
- Street Sharks
- Superman
- Tickle Me Elmo
- Tyco R/C
- Yu-Gi-Oh!
- WWE-Figuren
- Cherry Merry Muffin
- Lady Lockenlicht
- StarCom (in Kooperation mit Coleco)
- Mega Construx

### Spiele
- Phase 10
- Scene It?
- Scrabble
- Skip-Bo
- S.O.S. Affenalarm
- Uno
- Blokus
- Mind Flex
- Geister, Geister, Schatzsuchmeister! (Kinderspiel des Jahres 2014)

### Sonstiges
- Mattel Aquarius (Heimcomputer)
- Intellivision (Die erste 16-Bit-Spielkonsole, 1979)